# Shanksville
Shanksville je samostatné město v okrese Somerset v americkém státě Pensylvánie, založené roku 1798. Při sčítání lidu v roce 2010 mělo celkem 237 obyvatel. Nachází se přibližně 100 kilometrů jihovýchodně od Pittsburghu. Městečko získalo mezinárodní pozornost během teroristických útoků 11. září 2001, když se do polí severně od města zřítil let United Airlines 93, poté co posádka a cestující konfrontovali únosce. Jejich hrdinský čin připomíná Národní památník letu 93 na místě katastrofy.